# Agelena
Genre
Agelena est un genre d'araignées aranéomorphes de la famille des Agelenidae.
Elles sont appelées agélènes.

## Distribution
Les espèces de ce genre se rencontrent en Asie, en Afrique et en Europe.
Elles se développent dans les zones tempérées ou chaudes, et ont besoin d'une présence d'eau à proximité, pour boire. On ne les rencontre pas dans les habitations.

## Description

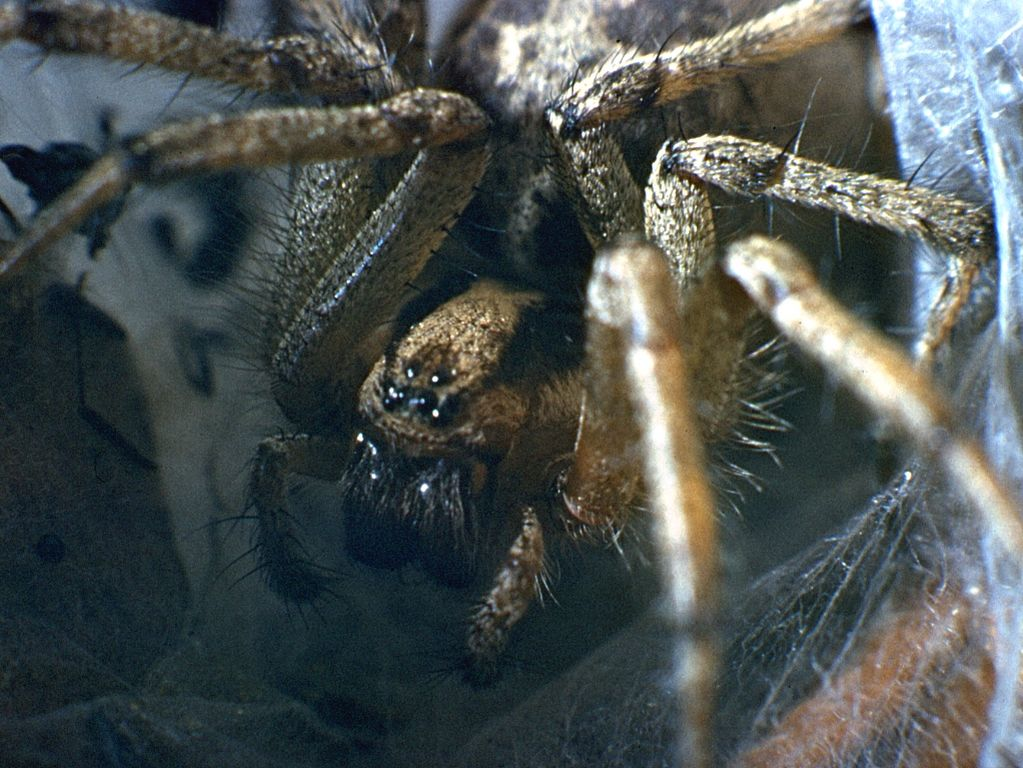
Agelena ♀

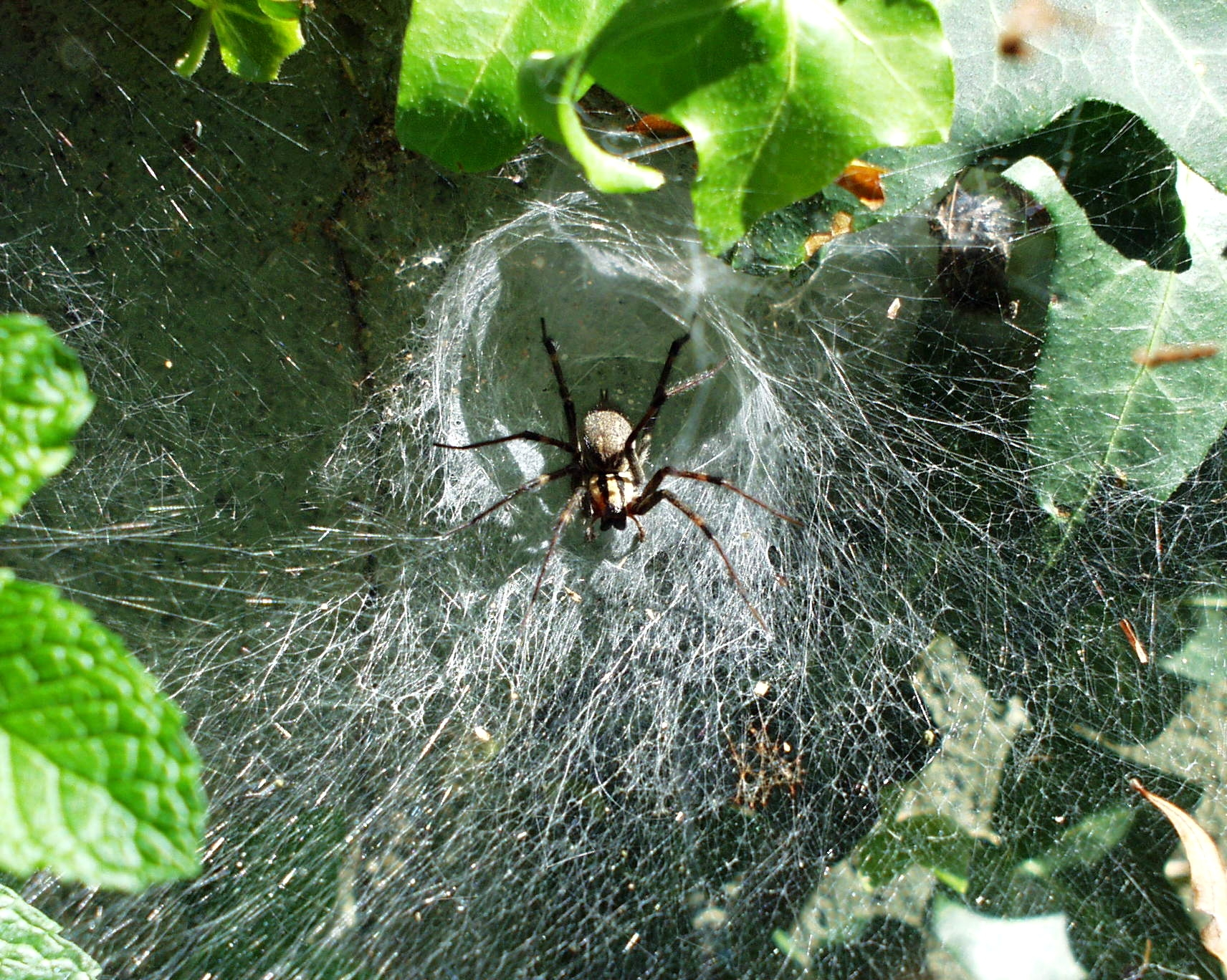
L'Agélène à labyrinthe passe le plus clair de son temps dans sa retraite.

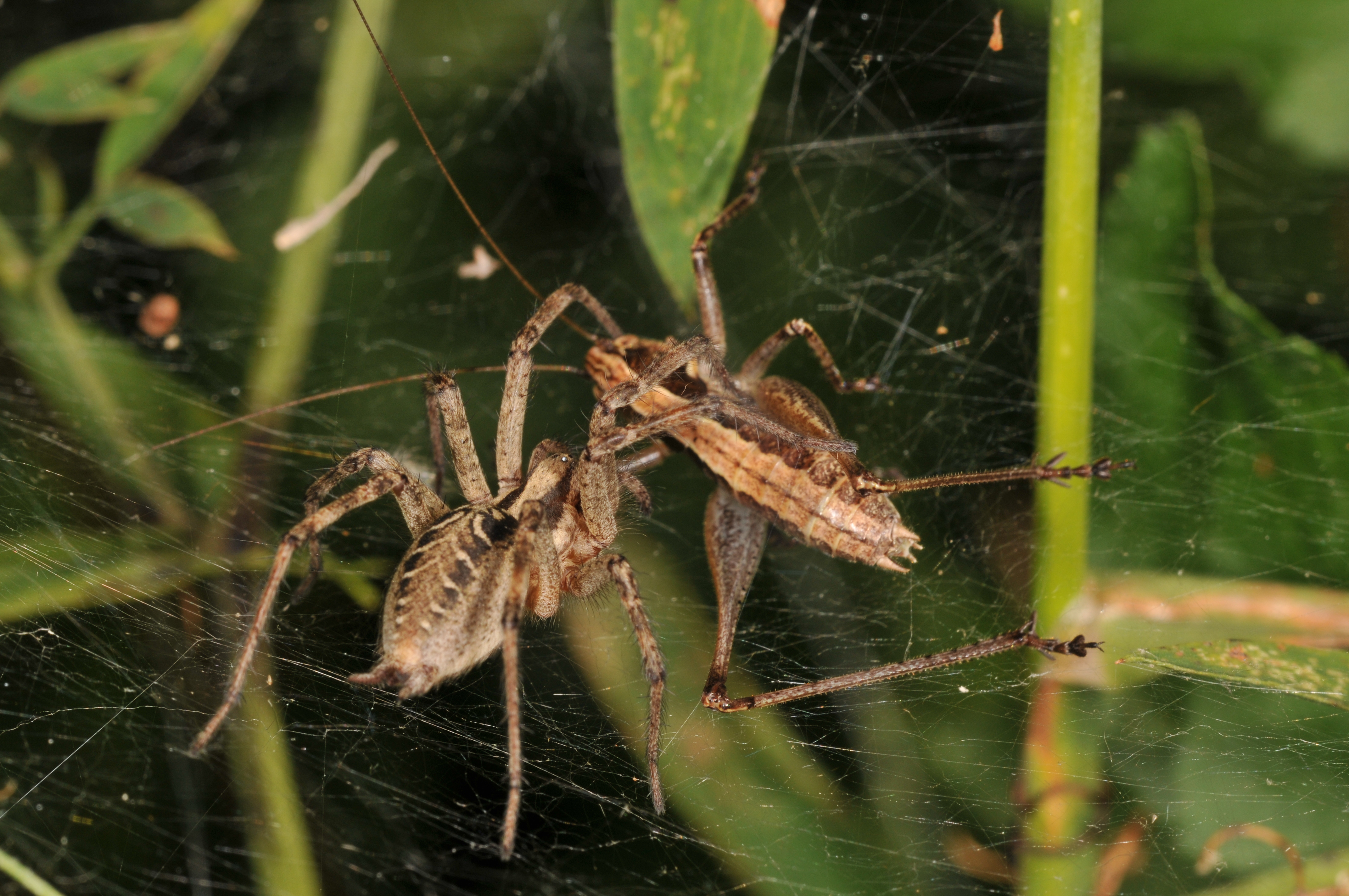
Agelena labyrinthica

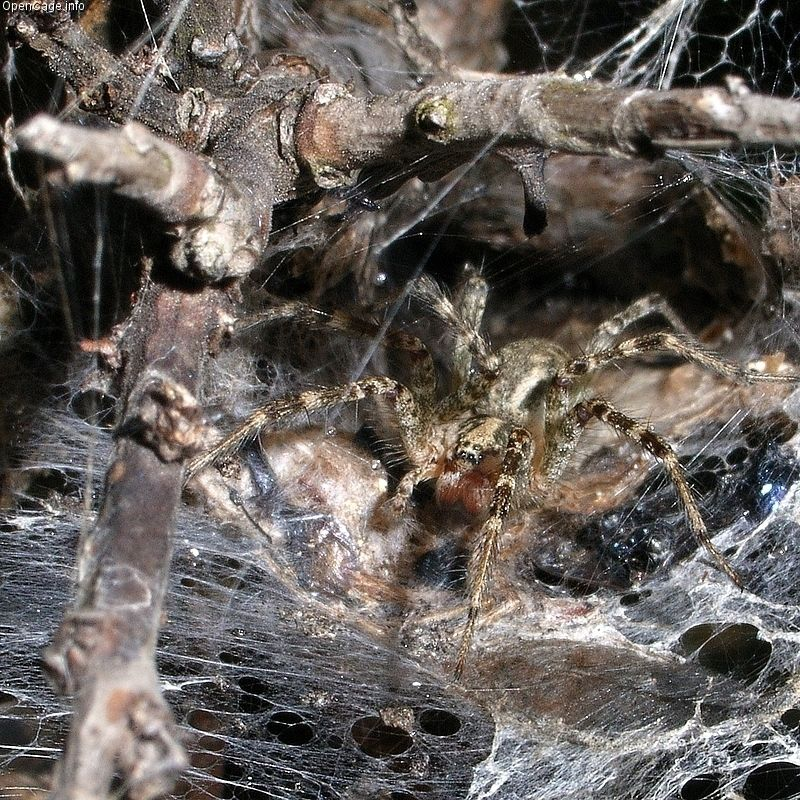
Agelena limbata

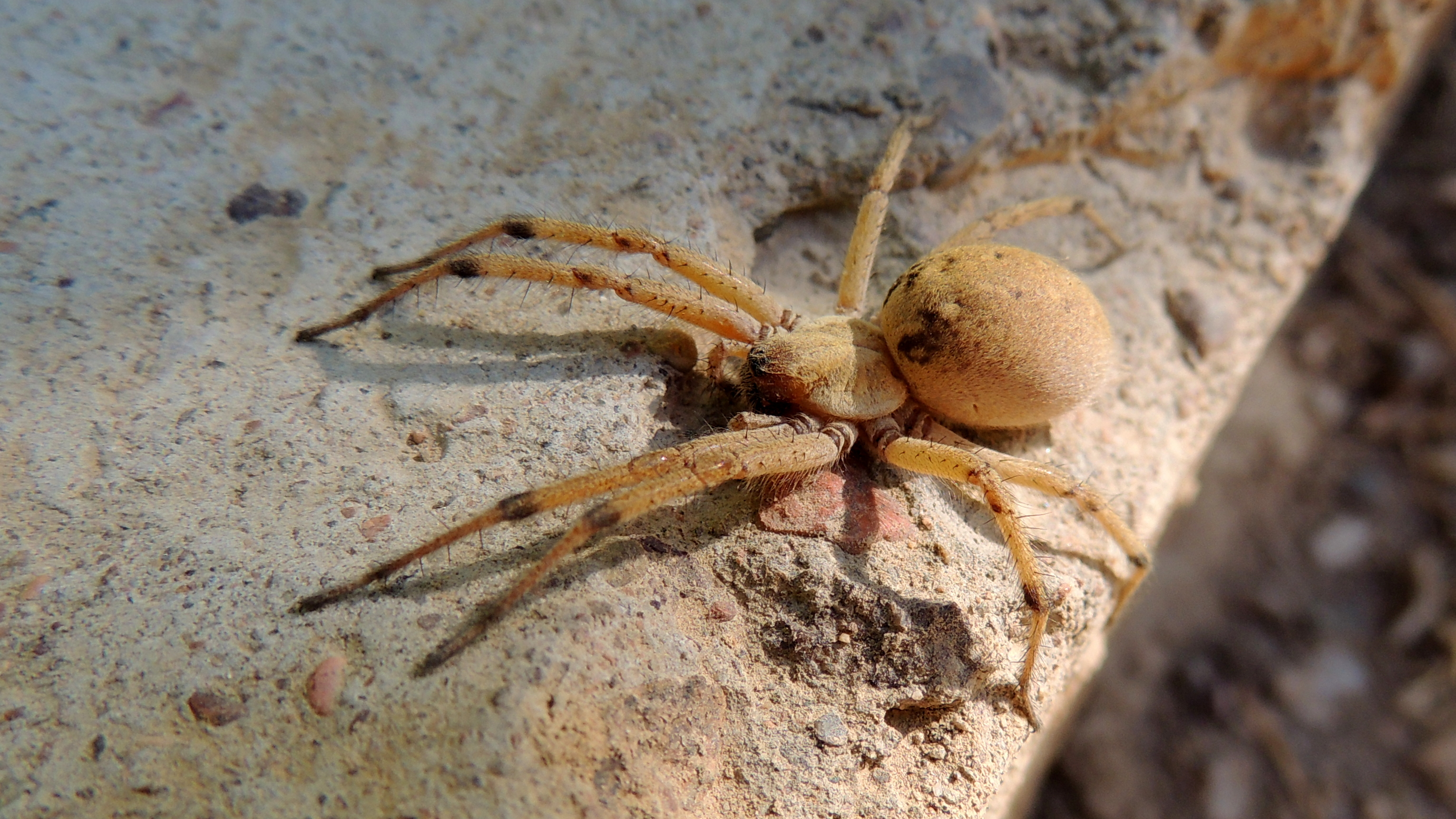
Agelena orientalis ♀

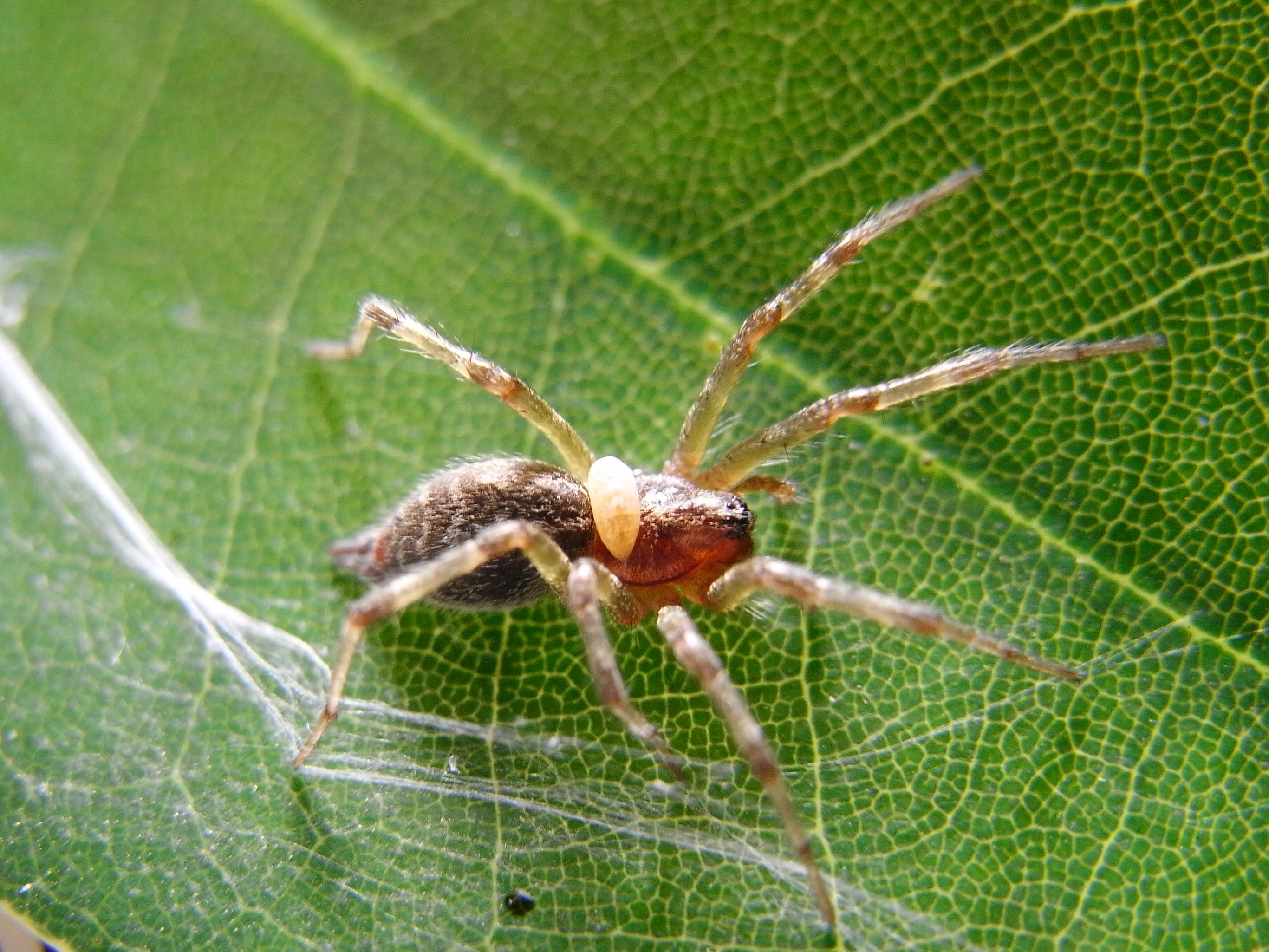
Agelena silvatica

Les agélènes sont de taille importante (environ 1,5 cm pour le corps) et aux pattes assez longues. Ce sont de proches parentes des tégénaires.

## Alimentation
Les Agelena construisent une toile en forme de nappe parmi les hautes herbes ou les buissons et, tout comme leur cousine tégénaire, elles se tiennent à l'affût dans une retraite en forme de tube, attendant qu'une proie se pose sur sa toile. Elles surgissent alors rapidement pour la mordre avec leurs chélicères venimeux, puis la portent à l'aide de leurs pédipalpes jusqu'à leur cachette.
Elles attaquent généralement des proies plus petites qu'elles.

## Reproduction
Le mâle va tapoter la toile d'une femelle de façon régulière afin de ne pas passer pour une proie. Si celle-ci ne se montre pas agressive, il va pouvoir l'approcher, et l'accouplement aura lieu par l'introduction de sperme depuis les bulbes copulateurs du mâle, situés à l'extrémité de ses pédipalpes, dans l'épigyne de la femelle.
Parfois, le mâle et la femelle peuvent cohabiter. Le mâle aura cependant de grands risques d'être chassé (il n'est pas rare que la femelle le dévore).
La femelle pondra ensuite ses œufs dans un cocon qu'elle protégera. Quelques semaines plus tard, les juvéniles vont quitter cet abri et pouvoir se promener librement sur la toile, nourris de la nourriture régurgitée par leur mère. Ce n'est cependant qu'après quelques semaines qu'ils pourront la quitter et être indépendants. Il arrive par ailleurs que les petits dévorent leur mère lorsque celle-ci meurt.

## Liste des espèces
Selon World Spider Catalog (version 25.0, 04/02/2024) :
- Agelena annulipedella Strand, 1913
- Agelena atlantea Fage, 1938
- Agelena australis Simon, 1897
- Agelena babai Tanikawa, 2005
- Agelena barunae Tikader, 1970
- Agelena canariensis Lucas, 1838
- Agelena chayu Zhang, Zhu & Song, 2005
- Agelena choi Paik, 1965
- Agelena consociata Denis, 1965
- Agelena cuspidata Zhang, Zhu & Song, 2005
- Agelena doris Hogg, 1922
- Agelena dubiosa Strand, 1908
- Agelena funerea Simon, 1909
- Agelena gaerdesi Roewer, 1955
- Agelena gautami Tikader, 1962
- Agelena gomerensis Wunderlich, 1992
- Agelena gonzalezi Schmidt, 1980
- Agelena hirsutissima Caporiacco, 1940
- Agelena howelli Benoit, 1978
- Agelena incertissima Caporiacco, 1939
- Agelena inda Simon, 1897
- Agelena injuria Fox, 1936
- Agelena jirisanensis Paik, 1965
- Agelena labyrinthica (Clerck, 1757)
- Agelena limbata Thorell, 1897
- Agelena lingua Strand, 1913
- Agelena littoricola Strand, 1913
- Agelena lukla Nishikawa, 1980
- Agelena maracandensis (Charitonov, 1946)
- Agelena nigra Caporiacco, 1940
- Agelena oaklandensis Barman, 1979
- Agelena orientalis C. L. Koch, 1837
- Agelena poliosata Wang, 1991
- Agelena republicana Darchen, 1967
- Agelena satmila Tikader, 1970
- Agelena secsuensis Lendl, 1898
- Agelena sherpa Nishikawa, 1980
- Agelena shillongensis Tikader, 1969
- Agelena silvatica Oliger, 1983
- Agelena suboculata Simon, 1910
- Agelena tenerifensis Wunderlich, 1992
- Agelena tenuella Roewer, 1955
- Agelena tenuis Hogg, 1922
- Agelena tungchis Lee, 1998

Selon World Spider Catalog (version 23.5, 2023) :
- † Agelena tabida C. L. Koch & Berendt, 1854

## Systématique et taxinomie
Ce genre a été décrit par Walckenaer en 1805. Il est placé dans les Agelenidae par C. L. Koch en 1837.

## Publication originale
- Walckenaer, 1805 : Tableau des aranéides ou caractères essentiels des tribus, genres, familles et races que renferme le genre Aranea de Linné, avec la désignation des espèces comprises dans chacune de ces divisions. Paris, p. 1-88.